# Batrún
Batrún (en árabe: البترون‎: en griego: Βοτρύς, Botrys, en arameo: בתרון‎, Bitron) es una ciudad costera en el norte del Líbano y una de las ciudades más antiguas del mundo. Es la capital del distrito de Batrún.

## Toponimia
El nombre Batrún deriva del griego, Botrys (también deletreado Bothrys), que sería latinizado a Botrus. Los historiadores creen que el nombre griego de la ciudad se origina de la palabra fenicia bater que significa cortar y se refiere a la pared marítima que los fenicios construyeron en el mar para protegerlos de las olas. Otros historiadores creen que el nombre del pueblo es derivado de las palabras fenicias, beit truna, que se traduce como casa del jefe.

## Turismo
Batrún es un importante destino turístico en el norte del Líbano. La ciudad cuenta con históricas iglesias católicas y ortodoxas. La ciudad es también un importante complejo de playa (sabiendo que Batrún es una de las playas más limpias de roca y guijarros del Líbano) con una vibrante vida nocturna que incluye pubs y discotecas. Los bosques de cítricos rodean a Batrún, y la ciudad ha sido famosa desde principios del siglo XX por su limonada fresca que se vende en los cafés y restaurantes de su calle principal. En 2009, nació el Festival Internacional de Batrún. Comenzó a albergar a los principales artistas locales e internacionales. El festival tiene lugar generalmente en julio y / o agosto de cada año en la zona del puerto viejo.

## Demografía

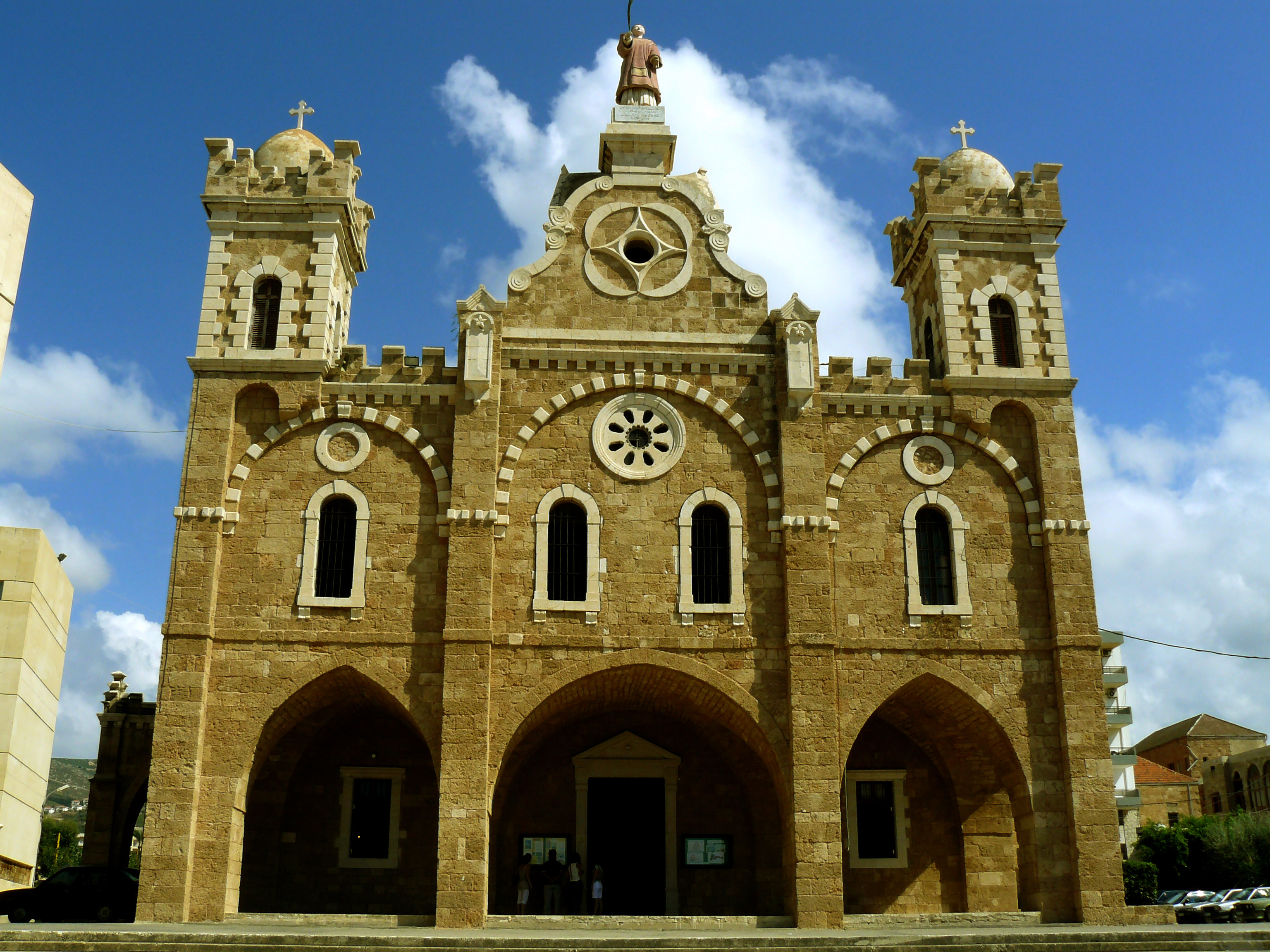
Iglesia de San Esteban en Batrún.

Batrún está poblado principalmente por maronitas, melkitas y griegos ortodoxos cristianos. Batrún es sede de la Iglesia latina en Líbano.